# Acuity Brands
Acuity Brands, Inc. (NYSE: AYI) er en amerikansk belysningsvirksomhed med hovedkvarter i Atlanta, Georgia. De har ca. 13.000 ansatte og en årsomsætning på 3,7 mia. $. Målt på markedsandel er Acuity Brands den største belysningsproducent i Nordamerika.
Virksomhedens historie begyndte i 1919, da Isadore M. Weinstein etablerede Atlanta Linen Supply company.